# 白木みのる
白木 みのる（しらき みのる、1934年〈昭和9年〉5月6日 - 2020年〈令和2年〉12月16日）は、日本の俳優、実業家。本名、柏木 彰（）。愛称は「ベイビー」。小柄な体と甲高い声で、個性派として人気を集めた。

## 来歴
島根県八束郡八束村（大根島、現在の松江市）出身。幼少期に、父の仕事の関係で日本と満洲を往復して育った。3歳の頃に肝炎を患った影響で脳下垂体の機能が低下し、発育不全となる。また、小柄な体躯を活かせる騎手を夢見るが挫折する。
絵のコンクールで入賞したことをきっかけに美術を進路に定め、絵の具代を稼ぐために地元ののど自慢大会や、ラジオの素人参加番組で賞金を得ることを思い立つ。そこで美声を買われ、地元の温泉街で流しとして活動するようになる。やがて歌で身を立てることを決意し、中学卒業を待たずにコントの幕間に歌を披露する歌謡劇団「泉四郎劇団」に専属歌手として入る。まもなく独立し、自ら座長として関西から九州を巡業するドサ回り生活を送る。兵庫県尼崎市で巡業中、代役で大阪のキャバレーに歌手として出演した際、大阪劇場（大劇）の支配人に声をかけられ、「ミサイル小僧」の芸名で大劇の専属歌手となった。この間、「少年田端」「十勝一男」「十代一夫」「ミサイル小僧」「正司彰夫」などと芸名を変えている。
23歳の時に吉本興業にスカウトされ「白木みのる」の芸名を自ら考案。芸名の由来は、本名の姓「柏」の「つくり」と「へん」を分けて「白木」、「なんでも実らなあかん」との理由で「みのる」。改名直後の1959年、ミヤコ蝶々主演の『あっぱれ蝶助無茶修業』（関西テレビ）のレギュラーとなる。これを機にミヤコ蝶々の押しかけ弟子となった（日向企画所属、マネジメントは吉本興業）。1961年には朝日放送テレビの『スチャラカ社員』に「こまっしゃくれた」事務員役でレギュラー出演。1962年より、『てなもんや三度笠』（朝日放送）に珍念役でレギュラー出演し、藤田まこと・財津一郎らと絶妙な掛け合いを展開して人気を集めた。吉本新喜劇の出演本数も300本以上にのぼり、芝居では白羽大介、ルーキー新一、花紀京との共演が多かった。
1968年、『てなもんや三度笠』の終了とともに吉本興業を去って上京、次第にテレビから舞台へ活躍の比重を戻し、島倉千代子や三波春夫の歌謡ショーに出演したほか、北島三郎の歌謡ショーで30年以上にわたり不動のゲストとして活躍。1年のうち、160日間は北島の特別公演の舞台に立つ日々を送った（2011年、芸道生活50周年記念北島三郎特別公演を最後に出演なし）。2000年代以降、CM出演などでテレビに復帰した。
2014年公開の映画『テルマエ・ロマエII』に出演して以降芸能活動を行わず、事実上引退した。2015年以降は近所にも姿を見せることはなくなり、2020年4月頃の週刊誌の取材で、取材時点で兵庫県芦屋市の自宅近くにある老人ホームで暮らしていると報道された。
2022年11月11日、SNSで関西の芸能関係者が訃報を流したためスポーツニッポンが親族へ取材したところ、2年前に死去していたことがこの日に明らかとなった。その後に掲載された週刊新潮の記事によると、2022年7月に白木と連絡をとれなかった編集部が、白木が所有するマンションの登記簿の記載から死去を確認していたものの、この時は親族が死去を認めず記事にできなかった。

## 人物・エピソード
- 兵庫県芦屋市にある3階建てマンションのオーナーで、2007年当時は同じマンションで暮らしていた。このほか芦屋市内に弟夫妻のために建てた60坪の住宅、鳥取県内に両親のために建てた300坪の別荘、兵庫県淡路島に数万坪の土地を所有していた[2]。
- 人気絶頂期の1963年、第14回NHK紅白歌合戦（NHK総合・ラジオ第1）には『てなもんや三度笠』の相棒役である藤田まことのみがゲストに呼ばれた。「（白木が）出ると視聴者に不快感を与える」との理由を人づてに聞いた白木は激怒し、受信料の支払いを取りやめたほか、NHKが一切見られないよう、電器店に自宅のテレビのチャンネルを削らせたという[2]。NHKとはのちに和解し、連続テレビ小説『てるてる家族』（2003年 - 2004年）で初めてNHK出演を果たし、受信料の支払いを再開した[2]。
- 『スチャラカ社員』に出演していた笑福亭松之助とともに、松竹芸能への移籍の誘いがあったが、病気入院のために立ち消えになっている（松之助のみ移籍し、同番組を降板した）[1]。
- 藤田まこととは仲違いから絶縁していたが和解し、2007年10月14日の御堂筋パレードでは一緒に「てなもんや三度笠」号に乗って登場した。
- 生涯独身を通した。本人は「結婚を考えたことはないですね」と言い、白木はその理由について「僕は寸法が足りないし一人前の人間じゃないからね。女性も困るだろうと思っていました」と述べている[2]。

## 一門
- 弟子に青芝フック、石倉三郎、室谷信雄ら。
- 西川きよしは付き人を務めた[2]。

## 出演作品

### テレビドラマ
- スチャラカ社員（1961年 - 1967年、ABC） - 少年給仕
- てなもんや三度笠（1962年 - 1968年、ABC） - 珍念
- 毎度おおきに（1964年 - 1965年、MBS） - 主役と主題歌
- 笑ってよいしょ 第7話「ゼニもうけしたけりゃフロ屋へおいで」（1969年、日本テレビ / 東映）- みのる
- 柔道一直線 第2話「地獄車の弟子」（1969年、TBS / 東映）
- 素浪人 花山大吉 第78話「二人揃って足出した」（1970年、NET / 東映）- イサム
- 俄 浪華遊侠伝（1970年、TBS） - 子ども賭博の胴元
- 大江戸捜査網（1971年、東京12チャンネル / 日活）
  - 第50話 ｢大暴れ!ろくでなし家業｣  - 長屋の子供（ノンクレジット）
- 好き! すき!! 魔女先生（1972年、朝日放送） - 番長
- 暴れん坊将軍II（ANB / 東映）
  - 第120話「危機一髪! 美しき囮」（1985年） - チョン太
  - 第143話「悲願! お小夜アイヤぶし」（1986年） - 豆蔵
- TRICK2 第2話（2002年1月18日、テレビ朝日） - 後藤医師
- てるてる家族（2003年、NHK総合[7]） - 電器店の販売員・星川
- ケータイ刑事 銭形零 セカンドシーズン（2005年、BS-i） - 依田校長
- 恋する日曜日 ニュータイプ（2006年、BS-i） - みのる
- 恋する日曜日 第3シリーズ 第20話「30-Thirty-」（2007年、BS-i） - ヨッちゃん
- 恋するハエ女（2012年、NHK総合[8]）

### テレビバラエティ
- 笑う犬の発見 IRON POT SPECIAL（2002年1月4日、フジテレビ）[9]

### 映画
- 千羽鶴秘帖（1959年） - 小人の小吉
- 姫夜叉行状記（1959年） - 勘太
- 浪花の恋の物語（1959年） - 長吉
- 百万両五十三次（1959年） - 桃々斎桃吉
- 悪名市場（1963年） - みのる
- てなもんや三度笠（1963年） - 珍念
- てんやわんや次郎長道中（1963年） - 坊主珍念
- 素浪人捕物帖 闇夜に消えた女（1963年） - 三吉
- 続・てなもんや三度笠（1963年） - 珍念
- 続・ニッポン珍商売（1963年） - 給仕
- 歌くらべ満月城（1963年） - 豆太郎
- 大笑い殿様道中（1964年） - 頓珍
- 大日本コソ泥伝（1964年） - 豊臣太郎
- 大日本ハッタリ伝（1965年） - 給仕
- 鼠小僧次郎吉（1965年） - 大阪屋の小僧太一
- 大日本チャンバラ伝（1965年） - 子役
- 蝶々雄二の夫婦善哉（1965年） - 店員
- 大日本殺し屋伝（1965年） - チビ
- てなもんや東海道（1966年） - 珍念
- 幕末てなもんや大騒動（1967年） - 珍念
- てなもんや幽霊道中（1967年） - 珍念
- 女渡世人（1971年） - 昌平
- 極悪坊主 飲む・打つ・買う（1971年） - 半助
- 喜劇 命のお値段（1971年） - 患者
- オース!バタヤン（2013年）
- テルマエ・ロマエII（2014年） - ラーメン屋の店主

### CM
- 東洋陶器（現：TOTO）
- 前田のクラッカー - ココナッツサブレ
- 前田製菓 - 『てなもんや三度笠』（ABC）の枠内にて放送。初期は白木単独だったが、のちに原哲男と共演。
- 小野薬品工業 - 強力アテロ
- 丸美屋食品工業 - のりたま等
- キングジム - テプラ
- タイガー魔法瓶
- トイズファクトリー - Mr.Children アルバム『Mr.Children 1992-1995』『Mr.Children 1996-2000』[10]
  - 第41回ACC CMフェスティバル テレビCM部門ACC賞[11]

### 舞台
- 夏休みだよ!サザエさん（1978年8月1日 - 8月23日、新宿コマ劇場） -石持ヒラメ[12]

## ディスコグラフィー
- つんちゃな馬子さで/泣くもんか（1963年7月5日、日本コロムビア SAS-79）
- 泣いちゃいけない男の子/!（オッタマゲ）のスキャット（1969年10月25日、日本コロムビア SCS-91）
- あゝ修身/珍念のタンゴ（1970年8月10日、日本コロムビア SAS-1439）
A面はイントロに「軍艦行進曲」、間奏に「敵は幾万」「維新マーチ（宮さん宮さん）」などのメロディが挿入されており[13]、歌詞は二宮金次郎、小野道風、嘘をつく子供の逸話について歌っている。
B面は珍念が「花ちゃん」という女の子に恋をする歌。
- 銭$ソング（マンダム親子のテーマ）/ダメおやじ（1971年、キャニオン CA-59）
  - 古谷三敏の漫画『マンダム親子』のイメージソング。
  - 伊集院光が幼少時にこのレコードを愛聴しており、後年自身の番組『伊集院光 深夜の馬鹿力』『伊集院光 日曜日の秘密基地』（共にTBSラジオ）でこの曲を紹介。その強烈な歌詞、ファンキーなサウンド、白木のシャウトが話題となって再評価された。ちなみに『秘密基地』で白木本人にこの曲についてインタビューをしたところ、歌ったことすらまったく忘れていたとのこと。
  - 後に『突撃!カネオくん』（NHK総合）の番組主題歌に採用された。
  - 声の高さから、高座で「上方落語界の白木みのる」と自称する落語家の桂二葉が、バンドでこの曲をカバーしている[14]。
- 白木みのる・演歌ごころ（セントラル、カセットテープ）
  - A面 - カスマプゲ、旅笠道中、名月赤城山、僕は泣いちっち、流転、ラバウル小唄、南国哀歌、港町絶唱
  - B面 - 女町エレジー、アケミという名で十八で、十九の春、裏町人生、戦友、麦と兵隊、人生勝負、花街の母